# Grafiska museet
Grafiska museet i Helsingborg är Nordens största levande grafiska museum. 

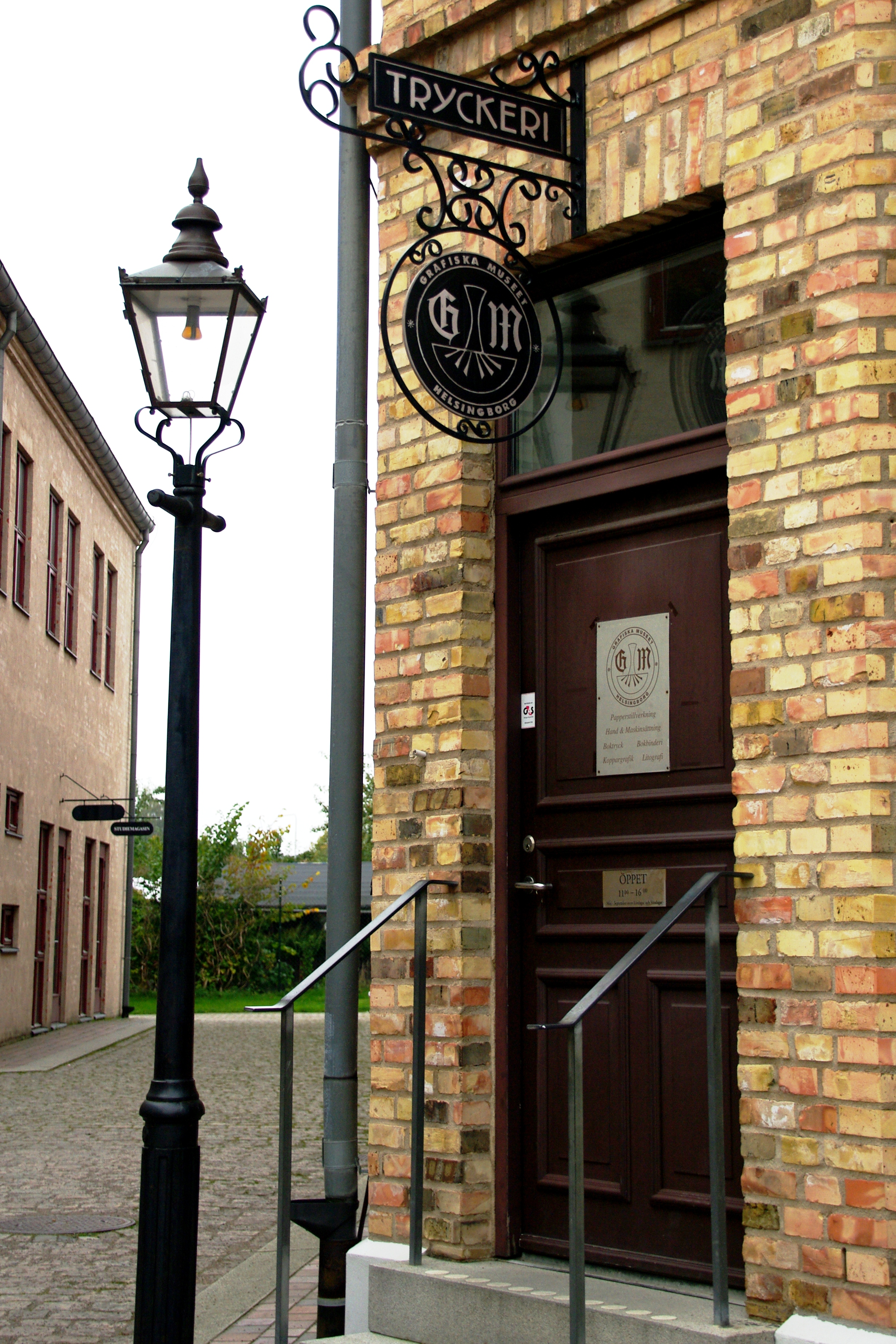
Entré till Grafiska museet.

Museet är inhyst i två fastigheter i stadskvarteren på Fredriksdal museer och trädgårdar som uppfördes 1995 efter ritningar av de 1800-tals fastigheter vid Konsul Olssons plats som revs år 1913.
Det drivs av en ideell förening med bidrag från kommun, sponsorer och medlemmar.
Helsingborg var en gång i tiden en ledande grafisk stad. Stora företag som bland andra Allers och Helsingborgs Litografiska AB lade grunden till bildandet  av ett av de viktigaste centra för grafisk utveckling i Norden.
På museet kan man följa utvecklingen från blysättning och tryckpressar till digital teknik under den senare delen av 1900-talet. En permanent utställning visar utvecklingen från Johannes Gutenbergs lösa bokstavstyper till dagens teknik.

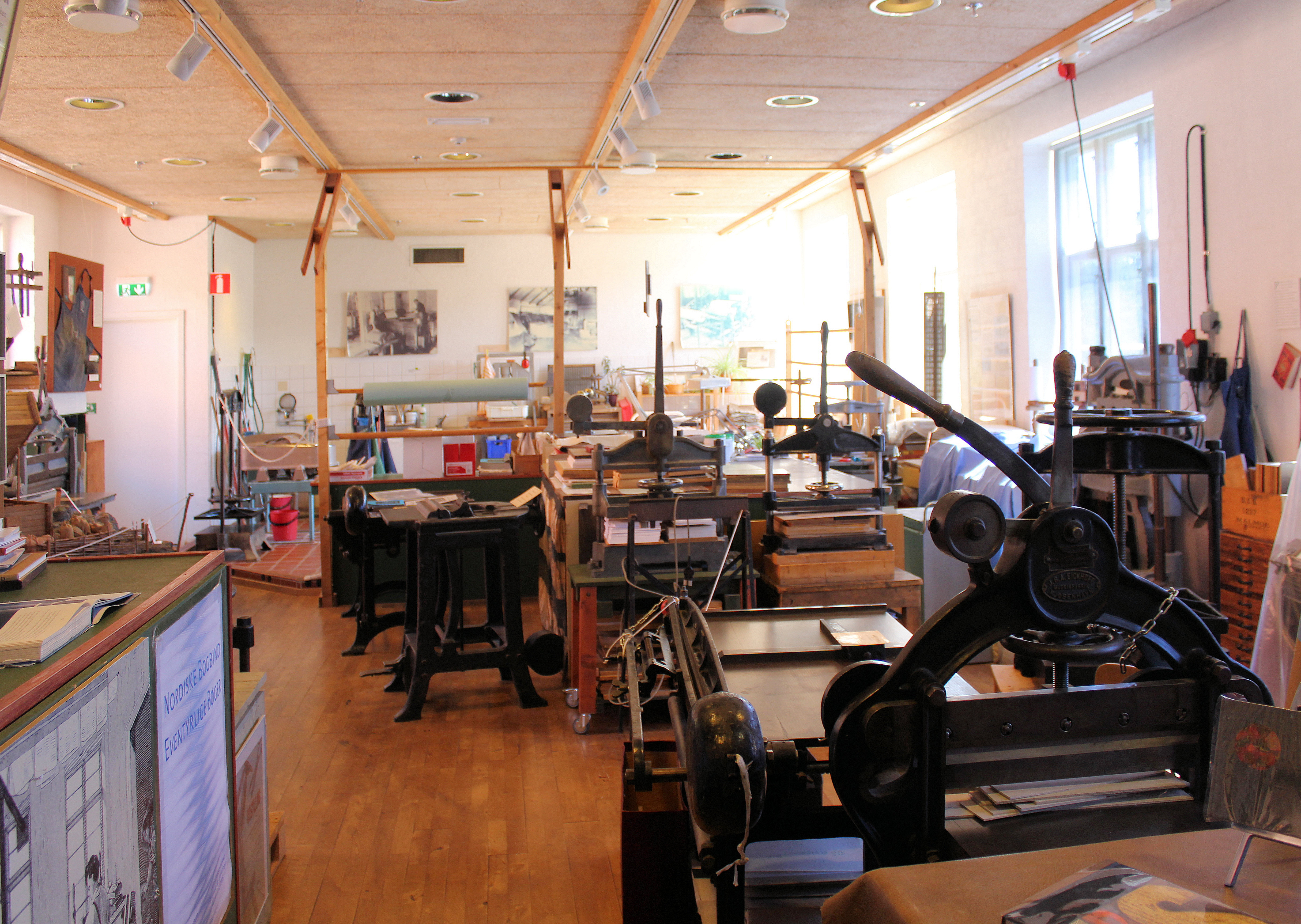
Tryckeri och bokbinderi.

Många av de gamla tekniskt fulländade maskinerna, trotjänarna, skrotades och andra blev museiföremål. På Grafiska museet fungerar alla tryckpressar och den traditionella tekniken används dagligen till tryckning av brevpapper, servetter med mera. Här kan man lyssna till rasslet från typerna i sätterimaskinen, känna doften av bly och det rytmiska dunkandet från 1700-talspressen. Hela kedjan från papperstillverkning, hand- och maskinsättning, tryckning till bokbindning demonstreras av frivilliga hantverkare och yrkeserfarna grafiker.